# Kazawczyn
Kazawczyn (ukr. Казавчин) – wieś na Ukrainie, w obwodzie kirowohradzkim, w rejonie hołowaniwskim, w hromadzie Hajworon. W 2024 liczyła 1000 mieszkańców.